# Richard von Spalding
Richard Georg Siegfried Spalding, ab 1900 von Spalding (* 6. Juni 1871 auf Gut Klein Miltzow, Landkreis Grimmen, Pommern; † 1. April 1913 in Berlin-Lichterfelde) war ein deutscher Verwaltungsjurist und stellvertretender Gouverneur von Deutsch-Ostafrika.

## Leben
Spalding war Sohn des am 1. Januar 1900 in den preußischen Adelsstand erhobenen gleichnamigen königlich preußischen Rittmeisters Richard Spalding (* 31. Juli 1844), Gutsherr auf Groß Miltzow (Landkreis Grimmen) und dessen Ehefrau Marie Gustave von Loesewitz (* 10. März 1850).
Er studierte Rechtswissenschaften in Bonn und Halle, wo er Mitglied der Corps Hansea und Guestphalia war.
Anfang April 1900 trat er zur Vorbereitung auf den Kolonialdienst in die Kolonialabteilung des Auswärtigen Amtes ein. Seine erste Anstellung in Übersee erhielt er beim Gouvernement von Deutsch-Ostafrika, wo er am 1. April 1903 zum etatmäßigen Referenten ernannt wurde. Im September 1905 erhielt er den Charakter als kaiserlicher Regierungsrat. Im April 1906 wurde er ständiger Hilfsarbeiter in der Kolonialzentralverwaltung, im gleichen Jahr charakterisierter Legationsrat.
Spalding heiratete am 7. Mai 1907 Emilie Paula Johanna Grote (* 29. Oktober 1877 in Barmen; † 28. März 1931 in Berlin), die Tochter des Friedrich Wilhelm Grote (1835–1900) und der Maria Pauline Wülfing (1844–1918).
Mit der Errichtung des Reichskolonialamts wurde Spalding 1908 zum Geheimen Regierungsrat und Vortragenden Rat befördert. In dieser Funktion führte er von Ende 1909 bis Juni 1910 in Vertretung des beurlaubten Gouverneurs Albrecht von Rechenberg die Regierungsgeschäfte in Daressalam. Im April 1911 wurde er zum Geheimen Oberregierungsrat mit dem Rang eines Rats II. Klasse ernannt.